# Francisco de Velasco Sánchez

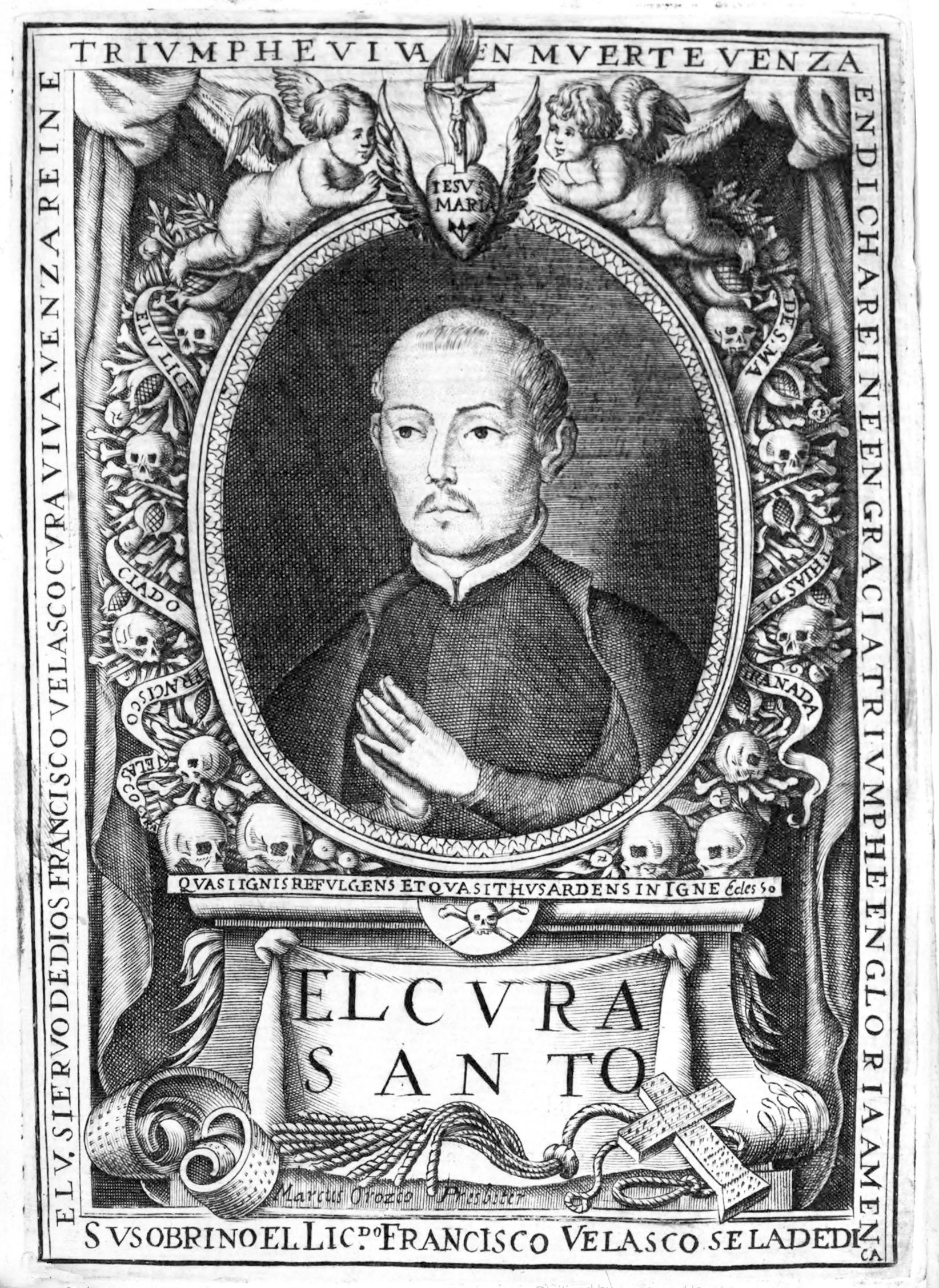
Marcos Orozco, retrato de Francisco Velasco publicado en la biografía redactada en 1674 por Miguel José Molina Almaguer y Guzmán.

Francisco de Velasco Sánchez (Baza, 4 de octubre de 1577 – Granada, 6 de septiembre de 1622) fue un militar, sacerdote católico y anacoreta español, famoso en Granada por desprenderse de todos sus bienes en favor de los necesitados y someterse a meditación y penitencia en una apartada cueva labrada por él mismo. Fue conocido como «el cura santo de San Matías».

## Biografía
Hijo de Águeda Sánchez y de Juan de Velasco, con orígenes en los pueblos sorianos de Anguita y San Leonardo respectivamente, la madre hija de un repoblador de Baza, llegado con la conquista de la ciudad y el padre un soldado alistado en los tercios de Don Juan de Austria que participaron en las acciones de Galera y Huéscar durante la guerra de los moriscos, donde resultó herido, siendo atendido en la casa de sus paisanos, los padres de Águeda donde la conoció. Matrimonio de profundas convicciones religiosas, social y económicamente acomodados en Baza, transmitieron estas a Francisco y le dieron una formación acorde con la posición social que disfrutaban, enviándolo a estudiar a Alcalá.
Siendo estudiante de Artes en Alcalá y antes de iniciar los estudios de Teología, parece ser que a causa de un «lance de honor» del que no han trascendido motivos ni circunstancias, se trasladó a Perpiñán, donde sentó plaza de soldado. De su carrera militar solo se sabe que embarcó en La Coruña en 1599 en la expedición organizada contra Inglaterra, junto a su hermano Juan, que se había alistado en Baza y al que reconoció después de estar embarcados. De regreso de la expedición, el barco que los transportaba naufragó y ambos hermanos consiguieron salvar la vida asidos a un madero y rescatados por otro galeón, hecho que consideraron milagroso y que influyó notablemente en sus vidas.
Tras desembarcar en Sevilla y regresar a Guadix con licencia para ver a sus padres y pasar un periodo de descanso, fue convencido por estos para que dejase la milicia y se ordenara sacerdote. Fue ordenado presbítero por Juan de Fonseca, a la sazón obispo de Guadix.
Trasladado a Granada con su familia, fue nombrado por el arzobispo Pedro de Castro rector del recién creado Hospital de San Juan de Dios y más tarde encargado de la parroquia de los santos Justo y Pastor. En 1611 fue trasladado a la parroquia de San Matías por el arzobispo fray Pedro González de Mendoza.
A raíz de un evento relacionado con su ministerio decidió dar un giro a su vida y convertirse en anacoreta, repartiendo lo que tenía entre los necesitados y llevando una vida de privaciones y sacrificios aun estando a cargo de la parroquia. Más tarde se construyó una cueva cercana a Ventas de Huelma y allí se trasladó para continuar con sus mortificaciones, renunciando al curato y con licencia del arzobispo.
Atacado de paludismo, Justino Antolínez de Burgos, dean del Cabildo catedral de Granada, nombrado obispo de Tortosa, ordenó que se trasladara a su casa para darle los cuidados que necesitaba. Allí falleció el 6 de septiembre de 1622 y fue enterrado, según las disposiciones que había dejado, en la iglesia de san Matías al pie del altar de la virgen de la misericordia. En 1624 se exumaton sus resto para trasladarlos a otra ubicación en el presbiterio de la mencionada iglesia en el lado del evangelio, hallándolos en estado incorrupto.
Varios autores escribieron sobre la vida de Francisco de Velasto. El primero su confesor, el jesuita Juan Toscano, seguido por Jacinto de Ávila Serrano, Pedro Ruiz de Aguayo, que fue compañero de Francisco, así como su sobrino, también presbítero y del mismo nombre Francisco de Velasco. Basándose en estos escritos, Miguel José Molina Almaguer publicó en 1574 la obra Vida del venerable siervo y sacerdote de Dios Francisco Velasco, cura de la iglesia parroquial de S. Matias de la ciudad de Granada.